# Schloss Ramingdorf
Das Schloss Ramingdorf liegt in Ramingdorf in der Gemeinde Behamberg im Bezirk Amstetten von Niederösterreich (Ramingdorf 1, 2), etwa 2 km nordöstlich von Steyr.

## Geschichte
Der Name des Schlosses ist von dem nahe gelegenen Ramingbach abgeleitet (früher auch mit den Namen Rubinicha, Remnik, Ravminck oder Remnickch bezeichnet). Die Hinterholzer, auch nach ihrem Stammsitz Retzenwinkler genannt, wurden mit dem Sitz Ramingdorf zuerst von den Starhembergern und dann 1309 von den Wallseern belehnt. Von den Hinterholzern werden 1332 die Brüder Dietrich und Otto sowie deren Kindern Andre, Reinhart und Peter erwähnt. Der kaiserliche Pfleger von Steyer, Peter Hinterholzer, besaß um 1370 die Herrschaft Ramingdorf. Wolfgang Hinterholzer zu Ramingdorf verlieh 1436 verschiedene Güter und Zehente in der Pfarre Haidershofen. Der Name Ramyckdorf wird 1436 erwähnt. Ein Jakob Hinterholzer wurde 1486 anlässlich der Krönung des römisch-deutschen Königs Maximilian I. in Aachen zum Ritter geschlagen. Bereits 1467 war er von Kaiser Friedrich III. mit der Herrschaft Salaberg belehnt worden. Daneben besaß er noch die Schlösser Zeillern, Moldt und Ramingdorf. Das Geschlecht der Hinterholzer starb mit einem Peter Hinterholzer im Jahr 1504 aus.
Bereits 1499 hatte Jakob Hinterholzer die Herrschaft Ramingdorf an Appolonia Prantstetter aus Steyr verkauft. Von dieser erbte der Sohn Hans Prandstetter († 1521), Händler mit Venedigerwaren in Steyr, den Besitz. 1508 hat er von Kaiser Maximilian I. einen Wappenbrief erhalten. 1514 war er Bürgermeister von Steyr. Nach den Wallseern waren 1491 die Grafen Schaunberg die Lehensherren von Ramingdorf geworden. 1516 befreite Georg von Schaunberg den Hof zu Ramingdorf und das öde Gemäuer daselbst von dem Lehensband. Erbe wurde Hans Prandstetter der Jüngere, verheiratet mit Elisabeth Kiemser von Klingenberg. Deren gemeinsame Tochter Anna hatte 1548 den Gastwirt Hans Forster (Hansen Vorster) geehelicht; nachdem sie 1555 kinderlos starb, vermachte sie ihren Besitz, darunter auch Ramingdorf, ihrem Gatten († 1563). Der Edelsitz Ramingdorf kam 1567 durch Kauf in den Besitz von Wolfgang (Handl) Händl und dieser nannte sich fortan von und zu Ramingdorf. Wolf Händl († 1595) war mehrmals Bürgermeister von Steyr und auch drei Mal verheiratet. Durch seine Ehen kam er in den Besitz von Piberbach und Weyer. Von seinen sieben Kindern erbte Berchtold Ramingdorf und Piberbach. Da dieser kinderlos starb, ging der Besitz an Wolfgang Händl den Jüngeren († 1625) über. Dieser Wolfgang wurde 1623 unter den Ritterstandsgeschlechtern von Niederösterreich aufgenommen. Nachfolger wurde sein Sohn Wolf Heinrich, verheiratet mit Eva Salome Hacklberger von Hohenberg. Von seinen zwei Söhnen erbte Wolf Maximilian Händl 1656 Ramingdorf. Er war zwei Mal verheiratet, von seinen vier Söhnen und einer Tochter erbte Wolf Christoph den Besitz. Wegen seiner Schulden musste er Ramingdorf verkaufen und ging außer Landes.

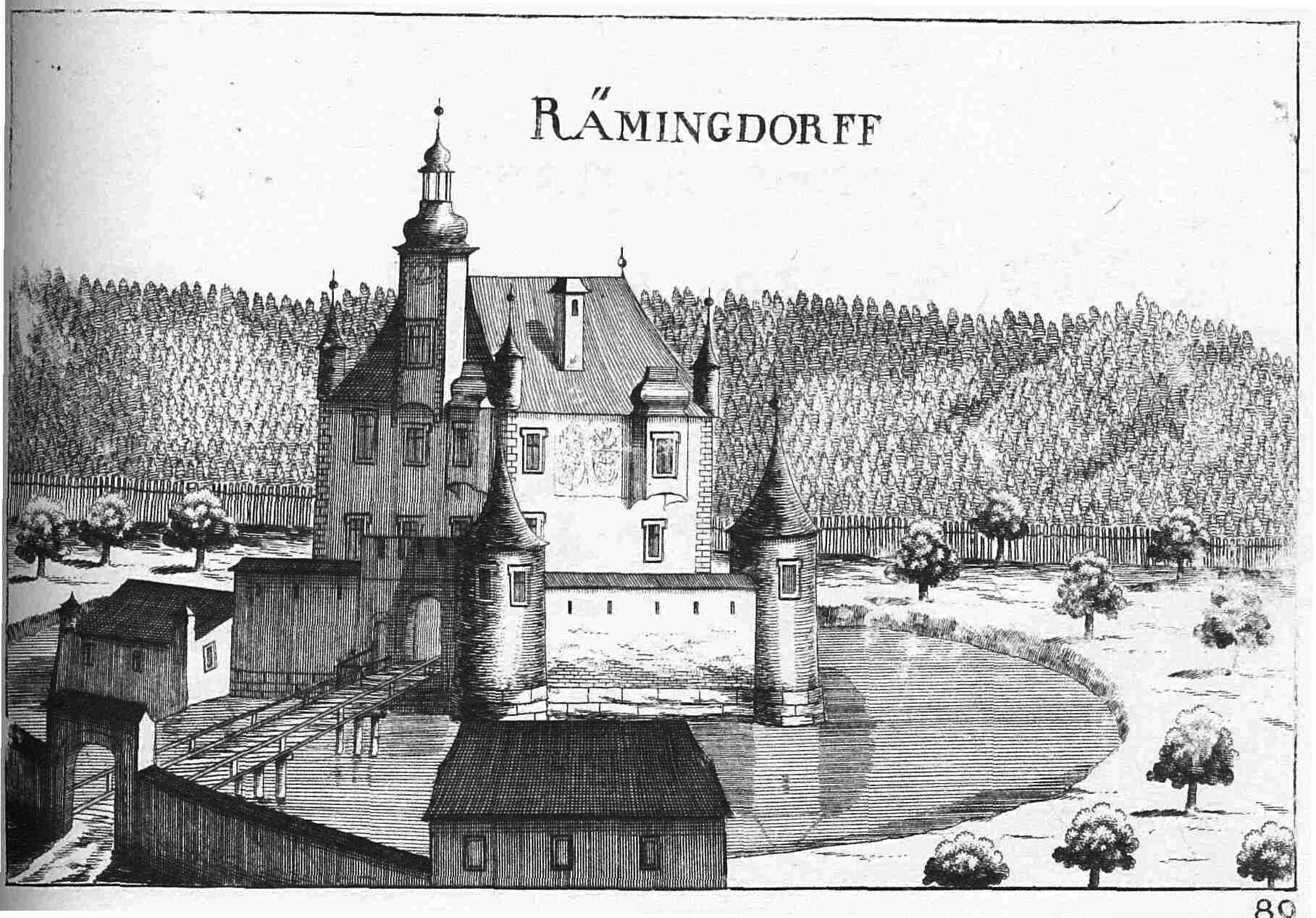
Schloss Ramingdorf nach einem Stich von Georg Matthäus Vischer

1672 scheint ein Ranfftl (Räfftl) als Besitzer von Ramingdorf. Allerdings konnte Wolf Ferdinand Händl, Sohn aus der zweiten Ehe des Wolf Heinrich, wegen des großen Besitzes, den ihm seine Frau Susanna von Weitling zubrachte, Ramingdorf wieder zurückkaufen. 1720 besitzt ein Wolf Ferdinand Händl Ramingdorf. Dieser starb unverheiratet und ohne Kinder († 1762). Daraufhin übernahm Franz Leopold Händl 1763 das Erbe. Mit seinem Tod 1766 erlosch das Geschlecht der Händls von Ramingdorf. Aufgrund der letztwilligen Verfügung wurde Ramingdorf 1768 an Joachim Mechtl von Engelsperg verkauft; der Erlös wurde für eine Stiftung verwendet, die den einstigen Untertanen bei Unfällen Unterstützung leisten sollte.
Die weiteren Besitzer von Ramingdorf waren: Franz Adam Maurer von Kronsegg (1783), 1795 dessen Gemahlin Maria Anna, ebenfalls 1795 Joseph von Kalmaßy und seine Gemahlin Maria Josefa, geborene Gräfin von Salburg, Eugen Ritter von Kriegshaber, Johann Benz und seine Gattin Katharina (1817), Johann von Frank und seine Gattin Katharina (1819). Engelbert Dorn und seine Gattin Maria Anna richteten in Ramingdorf (1819) eine Brauerei ein, diese Familie blieb drei Generationen lang Besitzer von Ramingdorf. Die Dorns ließ nach 1830 die Fassaden erneuern. 1905 kauften Johann und Juliana Schreihofer den Besitz, verkauften diesen aber bereits 1907 an Gottlob Friedrich Lell. 1927 wurde das Schloss von Siegfried Kammel-Hardegger gekauft. Kurzfristig kam das Schloss 1934 an den völlig mittellosen Immobilienschwindler Eduard Reichert. 1935 kam es wieder an den Bruder Karl des Siegfried Kammel-Hardegger (Karl Kammer Edler von Hardegger). 1953 fiel Ramingdorf an die Geschwister Karl und Helene Kammel-Hardegger (verehelichte Rußkäfer); letztere wurde ausbezahlt und so wurde Karl, der sich seit 1966 Karl Hardegger nannte, 1971 Alleinbesitzer. Sein Sohn Karl ist der gegenwärtige Besitzer und betreibt eine Landwirtschaft.

Schloss Ramingdorf
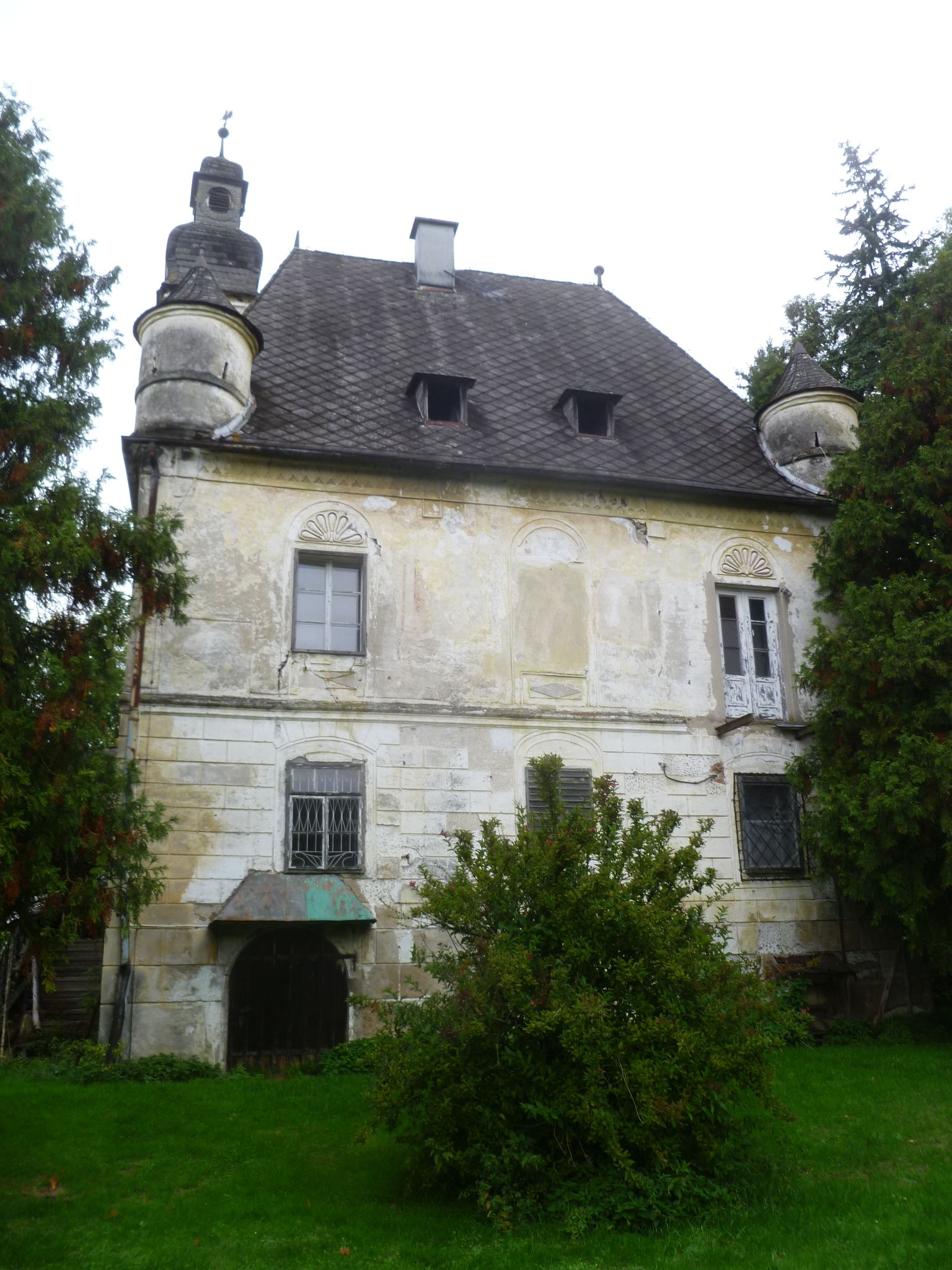
Schloss Ramingdorf: Seitenansicht
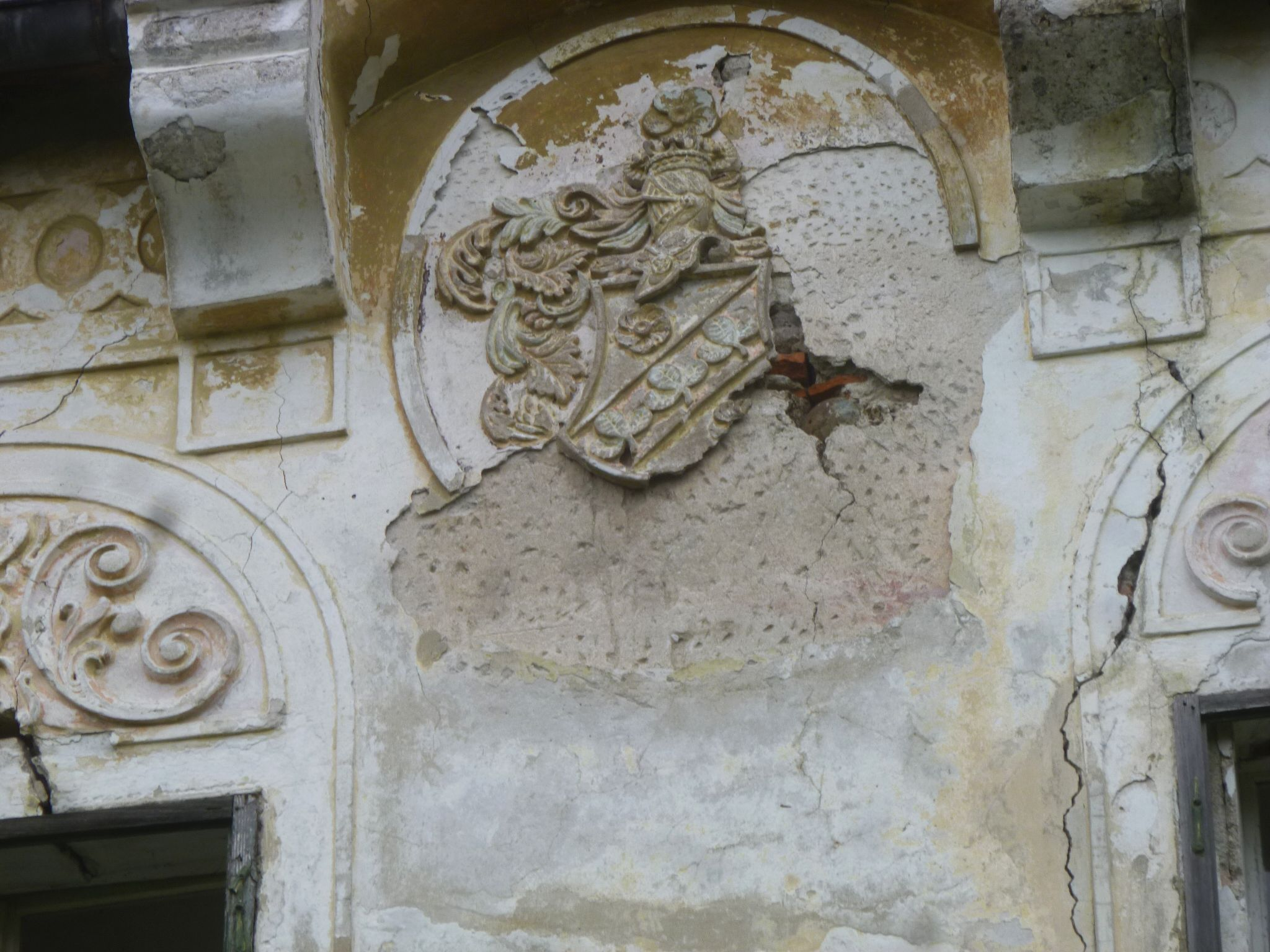
Schloss Ramingdorf: Familienwappen der Dorn
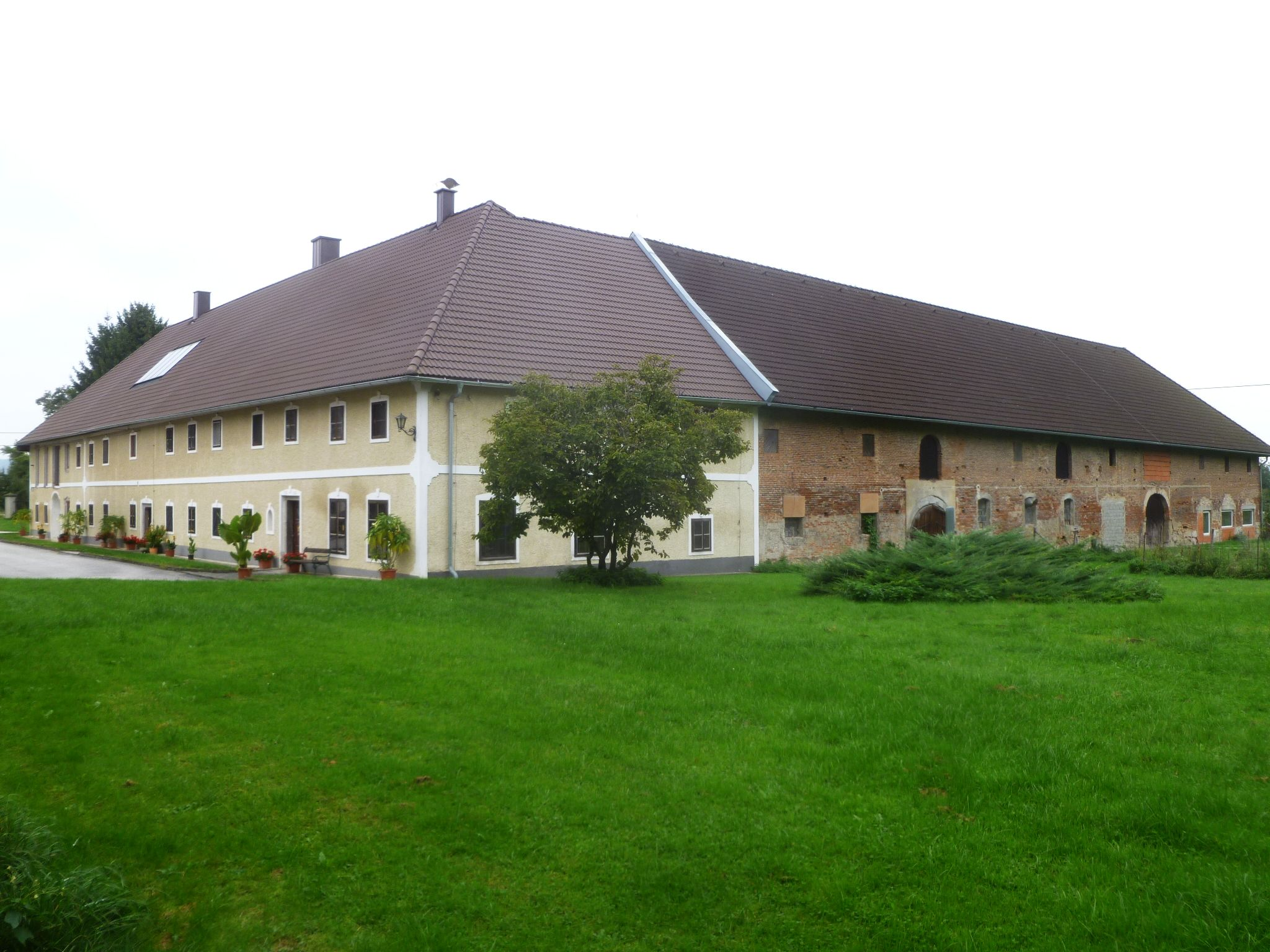
Schloss Ramingdorf: Meierhof
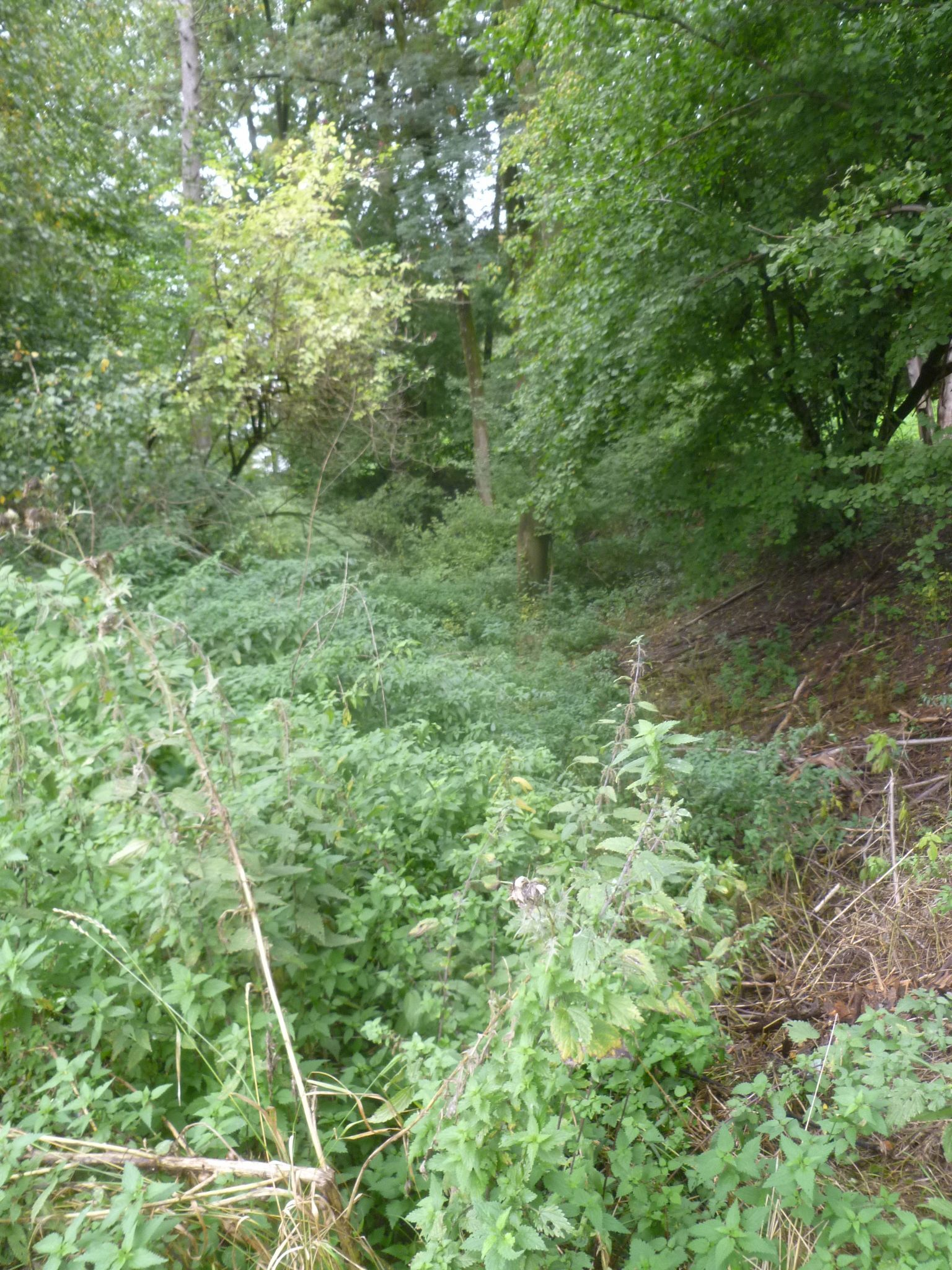
Schloss Ramingdorf: Ehemaliger Wassergraben

## Baubeschreibung
Das Schloss in seiner heutigen Erscheinungsform stammt aus dem 16. Jahrhundert, wurde aber seitdem mehrmals verändert. Wie ein Stich von Georg Matthäus Vischer von 1672 zeigt, war Ramingdorf ursprünglich ein Wasserschloss. Über den Wassergraben führte eine Holzbrücke, das Schloss war von einer mit Schießscharten bewehrten Mauer, Rundtürmen und Kegeldächern umgeben. Hinter dem Schloss sind Reste des Wassergrabens erhalten. Das Schlossgebäude selbst war und ist dreigeschoßig und mit einem steilen Walmdach versehen. Die Grundfläche beträgt nur etwa 10 × 12 m. Auf der Schauseite besitzt Ramingdorf drei Fensterachsen, auf der Querseite vier. Eine zweiflügelige Eingangstreppe führt heute zu einem Eingangstor, das von einem Vierecksturm mit Uhr gekrönt ist. Oberhalb der Tür befindet sich ein Herrschaftswappen, vermutlich der Familie Dorn. Die runden Ecktürmchen (Pfefferbüchsen) sind mit Schießscharten und Kegeldächern ausgestattet. Die Fassadengestaltung entstand um 1830. Das Schlossgebäude scheint zu verfallen; die Überdachung der Freitreppe ist nur mehr notdürftig mit einem Balken abgestützt.
Vor dem Schloss stehen ein Meierhof und mehrere Nebengebäude, die ehemalige Brauerei, sowie eine 1939 erbaute Kapelle. Die früher vorhandene Schlosskapelle in einem der Rundtürme ist nicht mehr vorhanden. Der Wirtschaftshof und Nebengebäude stammen aus dem 19. Jahrhundert.